# Christopher Lasch
Christopher Lasch, (1 de junio de 1932 en Omaha (Nebraska) – 14 de febrero de 1994 en Pittsford (Estado de Nueva York), fue un historiador y sociólogo estadounidense, intelectual y crítico social de relevancia durante la segunda mitad del siglo XX.
Es considerado como un especialista de la historia de la familia y de las mujeres, crítico de la sociedad terapéutica y del narcisismo contemporáneos. Fue un adversario crítico de las nuevas élites del capitalismo. También es considerado como un historiador y filósofo de inspiración marxista.
En Encyclopedia of Historians and Historical Writing (1999) se dice de él : « En el corazón de su pensamiento crítico figuraba la convicción que el respeto intelectual nace plenamente del desacuerdo constructivo [...] [Lasch] sigue representando un modelo para la reconstrucción de la vida intelectual (e incluso cívica) en una época en la que adoptamos con demasiada facilidad las ideas de nuestros amigos y rechazamos con demasiada virulencia las ideas de nuestros enemigos supuestos. »

## Biografía
Christopher Lasch estudia en las universidades de Harvard y Columbia donde sigue los cursos de Richard Hofstadter. Después es profesor en la universidad de Iowa (1961-1966), y en la de Northwestern (1966-1970). Termina su carrera docente como profesor de historia en la universidad de Rochester desde 1970 hasta su fallecimiento en 1994 de una leucemia fulminante. 
En 1986, Lasch interviene junto a Cornelius Castoriadis en un debate animado por Michael Ignatieff en la BBC sobre el auge del individualismo.

## Cultura, política y sociedad
Influenciado por Karl Marx, Freud, la Escuela de Frankfurt (Herbert Marcuse, T. W. Adorno, Max Horkheimer, etc.) y también por Jacques Ellul o Guy Debord, Christopher Lasch analiza de forma crítica las industrias culturales. En Cultura de masas o cultura popular ?, critica la definición de la cultura de masas tal como la concibe la izquierda "liberal-libertaria", que ve en toda crítica de la sociedad del ocio un pensamiento conservador. Las críticas contra la industrialización de la cultura son percibidas como críticas hacia la propia democracia. Para el sociólogo Benoît Richard, « Lasch muestra con sutileza que el adveniminento del individualismo, por la conjunción del Derecho y del capitalismo, han cortado las raíces de la cultura popular y sus ramificaciones sociales y sociológicas, como la ayuda mutua y la autonomía de las transmisiones de la cultura ».
Según Lasch, la democratización de la cultura es un engaño que conduce a uniformizar las propuestas culturales y a manipular los ciudadanos. Esos valores liberales tienen por origen la filosofía de la Ilustración, que borra los particularismos e inicia una revolución cultural. Lasch reprocha a esa ideología de utilizar la modernidad como concepto que disuelve y rompe con toda forma de tradición.
Comparando el desarrollo de Francia al de Estados Unidos, Lasch piensa que la liquidación de las raíces y del arraigo en favor del « melting pot » es el camino tomado por la sociedad francesa. Lasch considera que el sistema actual disuelve, por el hecho mismo de su estructura, las culturas populares en el narcisismo de la cultura de masas.

## Obras en inglés
- The American Liberals and the Russian Revolution (1962)
- The New Radicalism in America 1889-1963: The Intellectual As a Social Type (1965)
- The Agony of the American Left (1969)
- The World of Nations (1973)
- Haven in a Heartless World: The Family Besieged (1977)
- The Culture of Narcissism: American Life in an Age of Diminishing Expectations (1979)
- The Minimal Self: Psychic Survival in Troubled Times (1984)
- The True and Only Heaven: Progress and Its Critics (1991)
- The Revolt of the Elites: And the Betrayal of Democracy (1994)
- Women and the Common Life: Love, Marriage, and Feminism (1997)
- Plain Style: A Guide to Written English (2002)

### Obras traducidas al español
- La rebelión de las élites y la traición a la democracia